# Robert Flanagin
Robert L. Flanagin (1922) was een Amerikaans diplomaat.

## Biografie
Flanagin was een carrièrediplomaat.Hij was op 25 november 1975, de dag van de Surinaamse onafhankelijkheid, de zaakgelastigde die de Amerikaanse ambassade in Paramaribo vestigde. Op 18 februari 1976 werd zijn opvolger, ambassadeur Joseph Owen Zurhellen jr., beëdigd (overhandiging geloofsbrieven op 25 maart 1976).